# Lavdara
Koordinati:   43°56′01″N, 15°12′53″E
Lavdara je nenaseljen otok, na katerem stoji svetilnik, ki leži v jugovzhodno od Dugega otoka. Površina otoka je 2,27 km². Dolžina obale meri 9,532 km. Od Salija ga ločuje okoli 2 km širok Lavdarski kanal. Lavdara je okoli 3,9 dolg in do 1 km širok otok, z najvišjim vrhom, ki doseže višino 87 mnm. Obala je razvejana s številnimi zalivi, največji je Veli Bok na zahodni obali.
Na otoku so začasna bivališča pastirjev, ribičev in delavcev v kamnolomu, ki prihajajo predvsem iz Kukljice in Salija.
Iz pomorske karte je razvidno, da na skrajnem severozahodnem koncu otoka stoji svetilnik, ki oddajha svetlobni signal: B Bl 3s. Nazivni domet svetilnika je 5 milj